# Manuel Muñoz Martín
Manuel Muñoz Martin Nacido en Nerja (Málaga) el 17 de octubre de 1924. Estudió Bachillerato en el colegio de los Hermanos de la Doctrina Cristiana de La Salle de Melilla hasta 1943. 

## Carrera
Posteriormente se licenció en Veterinaria en la Facultad de Veterinaria de Córdoba en 1948. Casado y con tres hijos, es Doctor en Veterinaria (Los albergues de ganado en los Montes de Málaga en el SXIX) y también en Historia Contemporánea (La historia de los espacios utilizados para el crecimiento superficial de la ciudad de Málaga durante el SXIX). 
Miembro del Cuerpo de Inspectores Veterinarios de la Administración Local, ejerció como veterinario del Excmo. Ayuntamiento de Málaga. En su faceta como docente, cabe destacar que fue Profesor Agregado del Departamento de Morfológicas en la Facultad de Ciencias (Universidad de Málaga) desde la creación de ésta. Al mismo tiempo ha sido Tutor del departamento de Psicobiología de la Universidad Nacional de Educación a Distancia (UNED). Es miembro numerario de la Academia Malagueña de Ciencias y de la Real Academia de Ciencias Veterinarias de Andalucía Oriental. Cuenta en su haber con más de un millar de artículos publicados en prensa nacional así como en revistas especializadas, destacándose Jábega (revista) e Isla de Arriarán.

## Obra
Entre sus libros publicados se encuentran: 
- Historia de la Veterinaria malagueña 1500-1930, Córdoba 1986.
- Familias malagueñas del siglo XIX para recordar, Málaga 2006.
- Los promotores de la economía malagueña del Siglo XIX, Málaga 2008.
- La afición taurina malagueña en sus plazas de toros. Historia de una tradición, Málaga 2008.
- Historia del crecimiento urbano malagueño en el Siglo XIX. Historia de un cambio de ruta en la economía del suelo, Málaga 2008.
- De viñedo a pinar. El Parque Natural Montes de Málaga,  Málaga 2010.
- La veterinaria malagueña en su historia, Málaga 2011;
- La Málaga de ayer, sus vecinos y sus hechos en el recuerdo, Málaga 2016;

y pendiente de impresión 
- Los factores físicos y socioeconómicos del desarrollo urbano de Málaga hasta finales del XIX, Málaga 2018.

- Datos: Q16598590